# Timothy Barnes
Timothy David Barnes, FBA, FRSC (nascido em 13 de março de 1942) é um classicista britânico.

## Biografia
Barnes nasceu em Yorkshire em 13 de março de 1942. Ele foi educado na Queen Elizabeth Grammar School, Wakefield, até 1960, subindo para Balliol College, Oxford, onde leu Literae Humaniores, obtendo seu BA em 1964 e MA em 1967. Ele foi Harmsworth Senior Scholar do Merton College, Oxford, – e Junior Research Fellow do The Queen's College, Oxford – . Ele foi premiado com seu DPhil em 1970. Em 1974, a Universidade de Oxford conferiu-lhe o prêmio Conington.
Ao receber seu doutorado, ele foi imediatamente nomeado professor assistente de Clássicos no University College, University of Toronto, e em 1972 foi nomeado professor associado. Em 1976 tornou-se professor de Clássicos, cargo que ocupou por trinta e um anos até sua aposentadoria em 2007. Ele foi três vezes presidente associado da Classics (1979 – 83, 1986 – 89, 1995 – 96). No ano de 1976/7 foi membro visitante do Instituto de Estudos Avançados. Em 1983/4 foi Visiting Fellow do Wolfson College, Oxford e em 1984/5 foi Connaught Senior Fellow in the Humanities. Em 1989 foi eleito Fellow da University of Trinity College. Ele proferiu as Townsend Lectures na Cornell University em 1994.
Em 1982, ele recebeu o Prêmio Philip Schaff da Sociedade Americana de História da Igreja por Constantine and Eusebius  e o Prêmio de Mérito Charles Goodwin da Associação Filológica Americana. Em 1985 foi eleito membro da Royal Society of Canada e em 2009 membro estrangeiro da Sociedade Finlandesa de Ciências e Letras.
Em dezembro de 2007, ele se aposentou oficialmente da Universidade de Toronto e voltou para o Reino Unido. Ele é atualmente um membro honorário da Escola de Divindade da Universidade de Edimburgo,  trabalhando com o Centro para o Estudo das Origens Cristãs. 
A maior parte do trabalho de Barnes diz respeito à posição do Cristianismo no Império Romano Tardio, tanto antes do reconhecimento estatal da Igreja quanto do trabalho na prática deste último. Muitos de seus artigos desafiaram cronologias tradicionalmente mantidas e exploraram as implicações de novas datações.

## Trabalhos selecionados
- Barnes, Timothy D (1971), Tertullian a historical and literary study, Oxford Clarendon Press, OCLC 265040582
- Barnes, Timothy David (1978), The sources of the Historia Augusta, ISBN 978-2-87031-005-2, Latomus
- Barnes, Timothy David (1981), Constantine and Eusebius, ISBN 978-0-674-16531-1, Harvard University Press
- Barnes, Timothy David (1982), The new empire of Diocletian and Constantine, ISBN 0-7837-2221-4, London
- Barnes, Timothy David (1984), Early Christianity and the Roman Empire, ISBN 978-0-86078-155-4, CS 207, Variorum Reprints, OCLC 251547581
- Barnes, Timothy David (1993), Athanasius and Constantius : theology and politics in the Constantinian empire, ISBN 978-0-674-00549-5, Harvard University Press
- Barnes, Timothy D (1994), From Eusebius to Augustine : selected papers 1982 – 1993, ISBN 978-0-86078-397-8, Collected studies series, 438, Aldershot Variorum, OCLC 260175509
- Barnes, Timothy David (1998), Ammianus Marcellinus and the representation of historical reality, ISBN 978-0-8014-3526-3, Cornell studies in classical philology, v. 56., Cornell University Press